# (521) Brixia
(521) Brixia es un asteroide perteneciente al cinturón de asteroides descubierto el 10 de enero de 1904 por Raymond Smith Dugan desde el observatorio de Heidelberg-Königstuhl, Alemania.
Está nombrado por el antiguo nombre de Brescia, una ciudad de Italia.